# Señales
Señales је први албум аргентинске групе Erreway. Албум је издат 2002. године, жанр музике је поп са призвуком рока. Песме на овом албуму писали су Марија Кристина де Хиакоми и Карлос Нилсон, који ће и касније радити песме за Erreway. Вокалне деонице на овом албуму певали су чланови групе Erreway - Фелипе Коломбо, Бенхамин Рохас, Камила Бордонаба и Луисана Лопилато. Албум има укупно 12 песама, а све су коришћене у серији "Бунтовници", а песма Rebelde Way је коришћена за шпицу серије целу прву сезону. 